# Vinohrady nad Váhom
Vinohrady nad Váhom és un poble i municipi d'Eslovàquia que es troba a la regió de Trnava, a l'oest del país.

## Història
La vila fou fundada el 1958-

## Demografia
| Godina             | 1994 | 2004   | 2014   | 2024   |
| ------------------ | ---- | ------ | ------ | ------ |
| Nombre de persones | 1445 | 1515   | 1538   | 1678   |
| Diferència         |      | +4,84% | +1,51% | +9,10% |

| Godina             | 2023 | 2024   |
| ------------------ | ---- | ------ |
| Nombre de persones | 1669 | 1678   |
| Diferència         |      | +0,53% |